# Juan de Dios Larraín
Juan de Dios Larraín Matte (Santiago, Chile, 1978) es un abogado, productor de cine, televisión y publicidad chileno. Es conocido por ser el cofundador, junto a su hermano y socio, el director Pablo Larraín, de la productora Fábula, la mayor empresa audiovisual de Chile y una de las empresas audiovisuales más influyentes de América Latina. Ha producido películas galardonadas como Una mujer fantástica (2017), ganadora del Óscar a la Mejor Película Extranjera, y otras nominadas al Óscar, como No (2012), Jackie (2016) y Spencer (2021).

## Reseña biográfica
Nació en 1978, en Santiago, Chile, en el seno de una familia con una fuerte presencia política. Sus padres son Hernán Larraín, exsenador de la Unión Demócrata Independiente (UDI), y Magdalena Matte, exministra de vivienda y urbanismo durante el gobierno de Sebastián Piñera.
Durante su infancia asistió al Colegio Apoquindo, posteriormente, su madre decidió trasladarlo, junto con su hermano Pablo, al Colegio San Francisco de Asís por problemas de bullying. Ingresó a la Pontificia Universidad Católica de Chile, donde obtuvo una Licenciatura en Derecho y un MBA. Según declaraciones, estudió Derecho para "ordenar su mente", ya que se consideraba una persona dispersa, aunque nunca ejerció como abogado. Durante su juventud, armaba fiestas de fin de año en el Parque Bicentenario de Vitacura. Tras esto, su hermano Pablo, se fijó en él y su capacidad para poder producir eventos, y decide reclutarlo como productor cinematográfico, dando inicio a su carrera cinematográfica.

## Carrera profesional

### Inicios en el cine y fundación de Fábula
En 2004, junto a su hermano Pablo, tras no poder encontrar una productora cinematográfica que los ayude con un proyecto, deciden fundar Fábula. Fábula y sus primeros proyectos contaron con el financiamiento de inversionistas privados como Christian Blanco, Nicolás Boetsch, Tomás Dittborn y Ricardo Fernández de Rota, además de fondos como el Fondo Audiovisual, Ibermedia y la Ley de Donaciones Culturales. Con este financiamiento, junto a su hermano Pablo, en 2006 logran producir la película Fuga, en la cual Juan de Dios debuta como productor ejecutivo. A pesar de que no tuvo éxito comercial, marcó sus inicios como productor cinematográfico. Tras estos resultados, decide incursionar en la publicidad con el fin de compensar las pérdidas financieras.

## Filmografía

### Cine
| Año  | Película                         |
| ---- | -------------------------------- |
| 2006 | Fuga                             |
| 2007 | La vida me mata                  |
| 2008 | Tony Manero                      |
| 2009 | Grado 3                          |
| 2010 | Blokes                           |
| 2010 | Post mortem                      |
| 2011 | Ulises                           |
| 2011 | El año del tigre                 |
| 2011 | 4:44 Last Day on Earth           |
| 2012 | Joven y alocada                  |
| 2012 | No                               |
| 2012 | Paseo de oficina                 |
| 2013 | Crystal Fairy y el cactus mágico |
| 2013 | Gloria                           |
| 2013 | Barrio universitario             |
| 2013 | Las niñas Quispe                 |
| 2015 | Héroes                           |
| 2015 | Nasty Baby                       |
| 2015 | El club                          |
| 2016 | Neruda                           |
| 2016 | Jackie                           |
| 2017 | Una mujer fantástica             |
| 2017 | Princesita                       |
| 2018 | Gloria Bell                      |
| 2019 | Mi amigo Alexis                  |
| 2019 | Ema                              |
| 2021 | Spencer                          |
| 2021 | Distancia de rescate             |
| 2021 | Brujería                         |
| 2023 | La memoria infinita              |
| 2023 | Maquíllame otra vez              |
| 2023 | El Conde                         |
| 2024 | Maria                            |
| 2024 | The Luckiest Man in America      |
| 2024 | The Mother and the Bear          |
| 2024 | El lugar de la otra              |
| 2024 | Rich Flu                         |
| 2025 | La ola                           |

Televisión
| Año       | Título                  | Plataforma         | Director                             | Notas                                                                                    |
| --------- | ----------------------- | ------------------ | ------------------------------------ | ---------------------------------------------------------------------------------------- |
| 2011-2013 | Prófugos                | HBO Latin America  | Pablo Larraín                        | Primera serie chilena producida por HBO, nominada a los Emmy como mejor serie dramática. |
| 2019      | La Jauría               | Amazon Prime Video | Lucía Puenzo                         |                                                                                          |
| 2020      | El Presidente           | Amazon Prime Video | Armando Bó                           |                                                                                          |
| 2022      | Señorita 89             | StarzPlay/Pantaya  | Lucía Puenzo                         |                                                                                          |
| 2022      | El Refugio              | StarzPlay          | Pablo Fendrik                        |                                                                                          |
| 2022      | 42 días en la oscuridad | Netflix            | Claudia Huaiquimilla, Gaspar Antillo | Primera serie producida por Fábula para Netflix en Chile.                                |
| 2024      | Midnight Family         | Apple TV+          | Natalia Beristáin                    |                                                                                          |

## Distinciones
- Mención Especial en los Premios Fénix (2018), por su trabajo como productor en Una mujer fantástica.[4]